# Wat betreft de vrouwen
Wat betreft de vrouwen (Zweeds: För att inte tala om alla dessa kvinnor) is een Zweedse filmkomedie uit 1964 onder regie van Ingmar Bergman.

## Verhaal
Een muziekcriticus schrijft een biografie over een cellovirtuoos. Hij gaat daarvoor een paar dagen inwonen bij de musicus, maar hij kan er geen fatsoenlijk gesprek met hem krijgen. Hij krijgt echter zoveel informatie van de vrouwen in diens entourage dat hij de cellist wil chanteren om een eigen compositie uit te voeren.

## Rolverdeling
| Acteur                | Personage      |
| --------------------- | -------------- |
| Bibi Andersson        | Humlan         |
| Harriet Andersson     | Isolde         |
| Eva Dahlbeck          | Adelaide       |
| Karin Kavli           | Madame Tussaud |
| Gertrud Fridh         | Traviata       |
| Mona Malm             | Cecilia        |
| Barbro Hiort af Ornäs | Beatrica       |
| Allan Edwall          | Jillker        |
| Georg Funkquist       | Tristan        |
| Carl Billquist        | Jongeman       |
| Jarl Kulle            | Cornelius      |